# Luka (cantante)
Luciana Karina Santos de Lima (Porto Alegre - Río Grande del Sur, 26 de junio de 1979), más conocida como Luka, es una cantante y compositora que saltó a la fama en 2003 tras lanzar su primer sencillo Tô nem aí. La canción no solo triunfó en su Brasil natal sino que llegó a sonar en países como España, Portugal o Italia. Actualmente tiene cuatro álbumes de estudio en el mercado. En 2011 la cantante se prepara para lanzar Ao vivo, su primer trabajo en directo.

## Discografía
Álbumes de estudio
- 2003: Porta aberta
- 2006: Sem resposta
- 2009: Próximo trem
- 2015: Céu de Diamantes

Sencillos
- 2003: Tô nem aí
- 2003: Porta aberta
- 2004: Difícil pra você
- 2004: Enamorada
- 2006: Sem resposta
- 2006: A aposta
- 2006: Quando você passa
- 2007: Tem que ser diferente
- 2010: Cinderela doida
- 2010: Pelo espelho
- 2011: Love is free
- 2014: Fala Com a Minha Mão
- 2015: Livro Aberto
- 2016: A Vida é Andar, Andar
- 2017: A Mulher e a Amante (con Ronaldinho Gaúcho)[1]